# Slotervaart

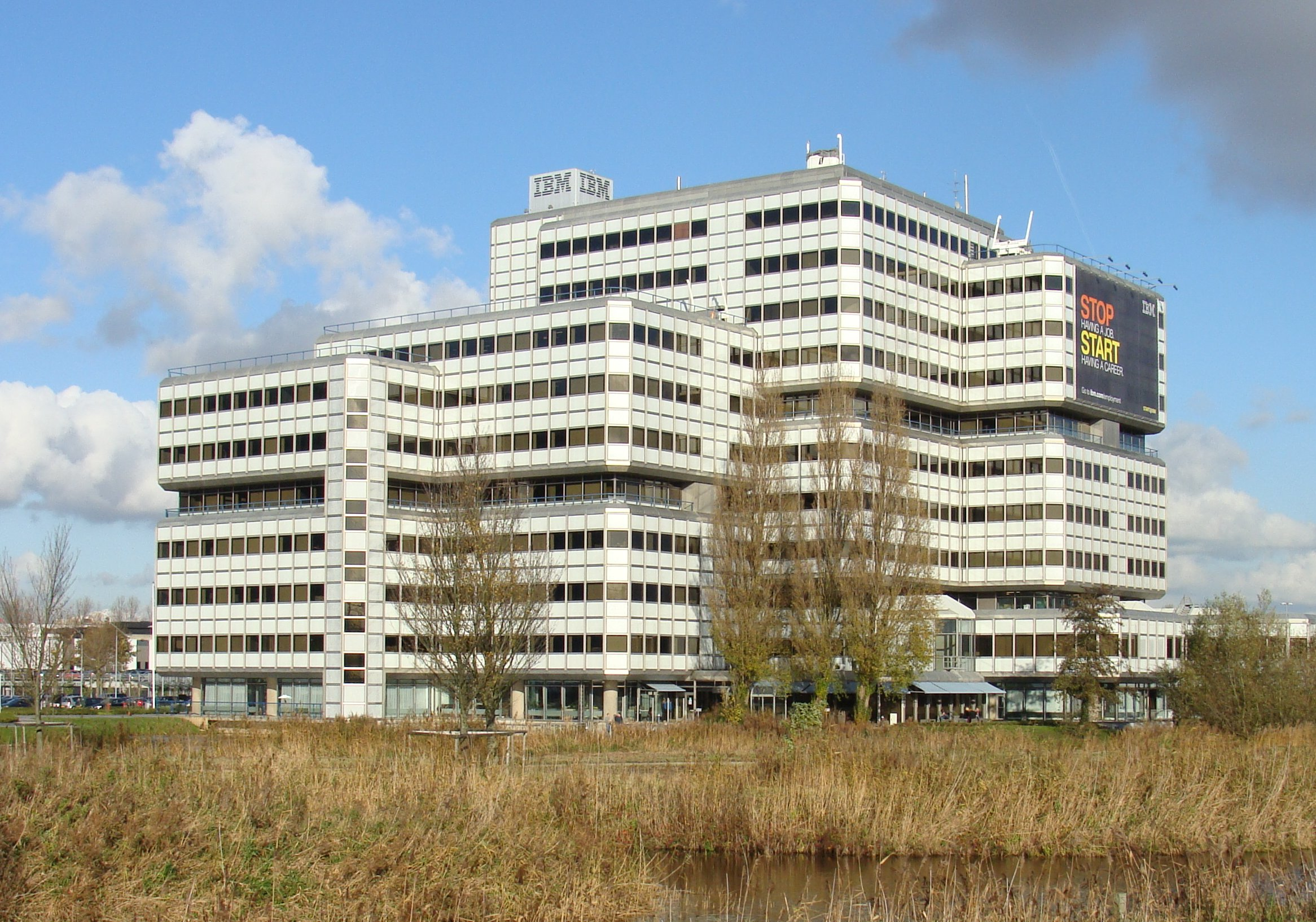
IBMs kontor.

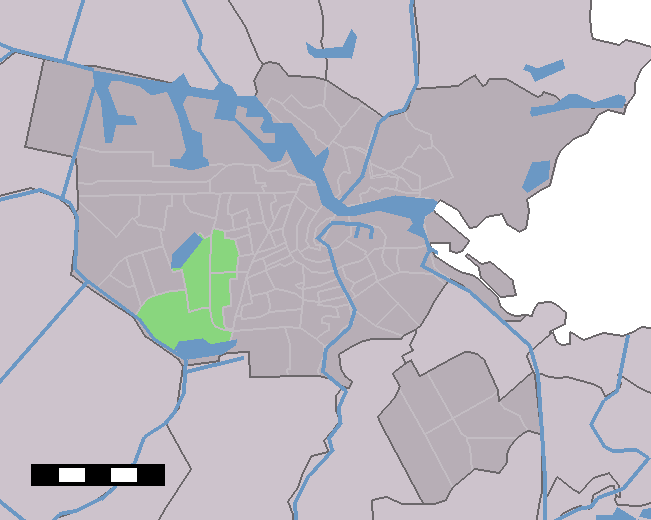
Läge i Amsterdams kommun.

Slotervaart är en stadsdel i den nederländska huvudstaden Amsterdam. Stadsdelen hade 2003 totalt 44 034 invånare och en total area på 11,14 km².